# Готфрид III (Епщайн)
Готфрид III (IV) фон Епщайн Млади (на немски: Gottfried III von Eppstein, der Jüngere; Gottfried IV von Eppenstein; * ок. 1222 или ок. 1227, † 1293 или сл. 4 септември 1294) от младата линия на род Епщайн, е господар на Господство Епщайн в Преден Таунус.

## Произход
Той е син на Готфрид II фон Епщайн († 1272/1278) и Елизабет (Елиза) фон Изенбург († 1272), дъщеря на Хайнрих I фон Изенбург († 1227). Внук е на Готфрид I фон Епщайн (II) († 1223). Племенник е на Герхард фон Епщайн, архиепископ и курфюрст на Майнц (1288 – 1305), на Зигфрид III фон Епщайн, архиепископ на Майнц (1230 – 1249), и на Герхард II фон Епщайн, господар на Епщайн и Браубах († 1246). Братовчед е на Вернер фон Епщайн, архиепископ на Майнц (1259 – 1284), и на Герхард III фон Епщайн, господар на Епщайн в Браубах († 1246/1252). 

## Фамилия
Готфрид III (IV) се жени пр. 1253 г. за Матилда (Мехтилд) фон Изенбург-Браунсберг-Вид († ок. 1280), дъщеря на граф Бруно II фон Изенбург-Браунсберг († 1255). Те имат децата: 
- Елизабет (* ок. 1253; † сл. 1320), омъжена 1272 г. за Робин господар на Коберн († 1302), син на Фридрих II фон дер Нойербург-Коберн († 1281) и Ирмгард (Ерменгарда) фон Еш († сл. 1292)
- Герхард V (VI) (* ок. 1253; † сл. 1294), господар на Епщайн, женен 1294 г. за Елизабет (Средна) фон Хесен (1276 – 1306), дъщеря на ландграф Хайнрих I „Детето“ фон Хесен
- Зигфрид (* ок. 1256; † 1332), господар на Епщайн, женен за Изенгард фон Фалкенщайн (* ок. 1285, † сл. 1304), дъщеря на Вернер I фон Фалкенщайн и Матилда фон Диц
- Готфрид (* ок. 1258; † 1329/30)
- Мехтилд/Матилда (* ок. 1269, † пр. 1303), омъжена 1287 г. за Филип III фон Фалкенщайн-Мюнценберг (* ок. 1257; † 1322), внук на Филип I фон Фалкенщайн

Готфрид III (IV) се жени втори път сл. 28 март 1280 г. (морганатичен брак) за Зецеле Флеминг, дъщеря на Хайнрих Флеминг. Те имат децата:
- Готфрид († 24 февруари 1360)
- дете
- Алайдис

Вдовицата му Зецеле Флеминг се омъжва втори път за Конрад фон Зулцбах.